# Thomas de Cantilupe

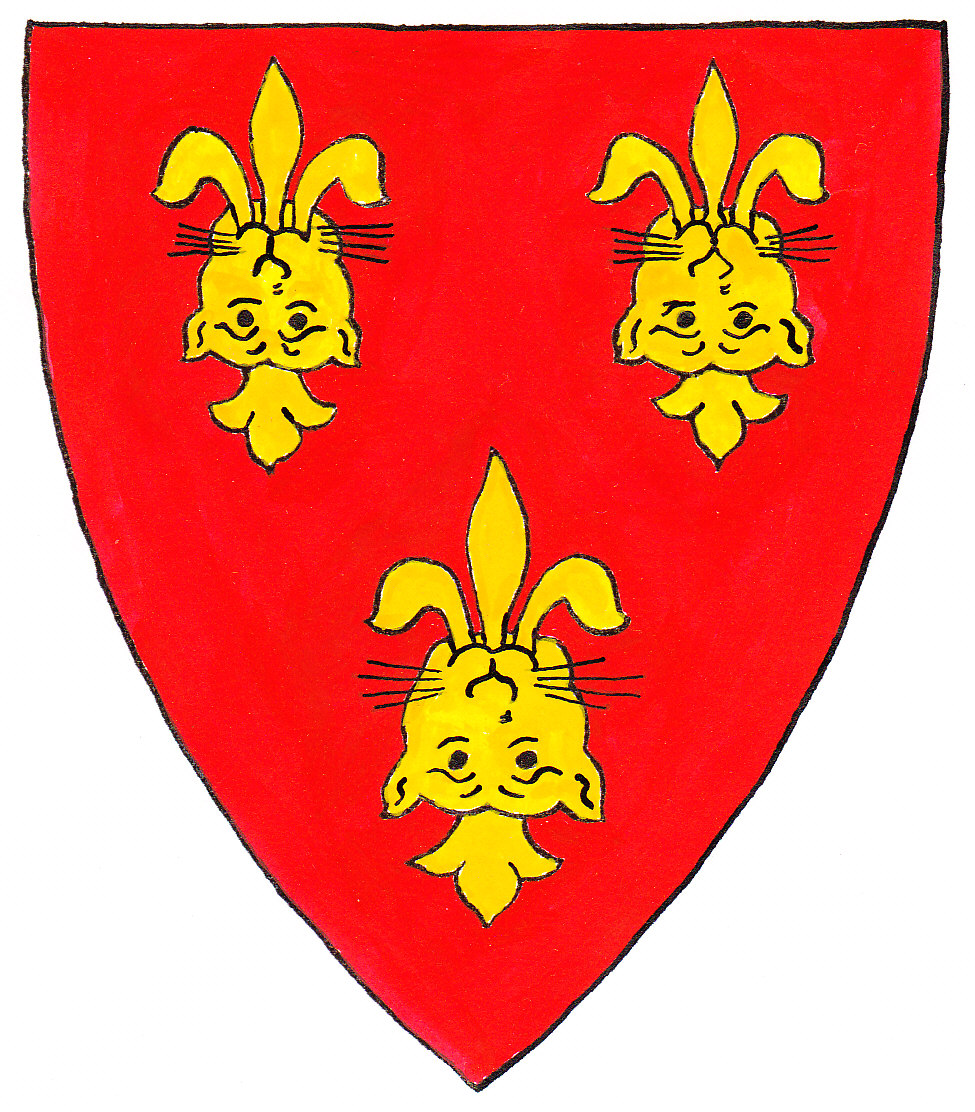
Wappen von Thomas de Cantilupe als Bischof von Hereford

Thomas de Cantilupe (auch St Thomas of Hereford oder Thomas von Hereford) (* um 1220 in Hambleden, Buckinghamshire; † 25. August 1282 in Ferentium, Italien) war ein englischer Lordkanzler und Bischof der englischen Diözese Hereford. Er wird in der römisch-katholischen und der anglikanischen Kirche als Heiliger verehrt.

## Herkunft
Thomas de Cantilupe war der dritte Sohn des englischen Adligen William II de Cantilupe und von dessen Frau Millicent, einer Tochter von Hugo de Gournay aus der Normandie. Sowohl sein Vater wie auch sein Großvater William I de Cantilupe hatten als Steward of the Household der englischen Könige gedient. Thomas hatte sechs oder sieben Geschwister, darunter vier Brüder. Sein ältester Bruder William wurde zum Erben der Besitzungen seines Vaters, der zweite Bruder Hugh wurde Geistlicher und schließlich Archidiakon von Gloucester, während die beiden jüngeren Brüder John und Nicholas anscheinend Ritter wurden.

## Jugend, Studium und akademische Laufbahn
Thomas wurde auf dem Gut seines Vaters in Hambleden in Buckinghamshire geboren. Er wurde wahrscheinlich schon früh für eine geistliche Laufbahn vorgesehen und kam unter die Vormundschaft seines Onkels Walter de Cantilupe, der 1236 Bischof von Worcester wurde. Um 1237 studierte Thomas vermutlich in Oxford. Zu Beginn der 1240er Jahre studierte er zusammen mit seinem Bruder Hugh in Paris die Freien Künste. Dabei wohnten sie in einem stattlichen Anwesen, das sogar der französische König Ludwig IX. besuchte. Hugh und Thomas nahmen 1245 beide am ersten Konzil von Lyon teil, wo Thomas von Papst Innozenz IV. zum päpstlichen Kaplan ernannt wurde. Dazu erteilte ihm der Papst einen Dispens, der ihm erlaubte, mehrere Pfründen und Ämter nebeneinander zu besitzen. Nachdem Thomas in Paris seinen Abschluss als Master gemacht hatte, studierte er in Orléans bei Guido de Guinis, dessen Lehre eher praktisch als theoretisch ausgerichtet war. Zurück in Paris studierte Thomas Kanonisches Recht. Um diese Zeit wohnte er nicht mehr mit seinem Bruder zusammen. Um 1255 kehrte er nach Oxford zurück, wo er sein Studium des Kanonischen Rechts abschloss und den Doktorgrad erhielt. 1261 wurde er zum Kanzler der Universität gewählt. Dazu trugen sicher nicht nur seine Verdienste, sondern auch die Gunst von König Heinrich III. und seine Verwandtschaft mit Bischof Walter de Cantilupe bei. Während seiner Amtszeit zeigte Thomas bereits seine Eigenschaften, die für ihn charakteristisch wurden: sich seiner eigenen Autorität sehr bewusst, war er überzeugt, dass Studenten klar sein musste, dass sie eine untergeordnete Stellung besaßen. Trotzdem galt seine Verwaltung der Universität als gewissenhaft und unparteiisch.

## Rolle im Krieg der Barone
Wahrscheinlich durch seinen Onkel Walter de Cantilupe wurde Thomas zunehmend in die politische Krise in England verwickelt, seit ein Teil des Adels unter Führung von Simon de Montfort, 6. Earl of Leicester gegen die Herrschaft von Heinrich III. rebellierte. Zahlreiche Geistliche unterstützten Montfort, weil er scheinbar ein Verteidiger der kirchlichen Rechte war. Walter de Cantilupe war ein enger Freund von Simon de Montfort, dazu war Thomas ein Verwandter von Peter de Montfort, der allerdings nicht mit Simon de Montfort verwandt war. Peter de Montfort unterstützte ebenfalls die Adelsopposition und war mit Thomas bereits verstorbenen Bruder William befreundet gewesen war. Cantilupe reiste als Vertreter der Adelsopposition im Dezember 1263 nach Amiens, wo der französische König Ludwig IX. einen Schiedsspruch über die Anliegen der rebellischen Barone fällen sollte. Cantilupe entwarf die drei Schreiben der Barone, in denen sie dem französischen König ihre Sicht der Dinge darlegten. Als der französische König im Januar 1264 im Mise of Amiens die Anliegen der Barone zurückwies, kam es in England zum offenen Krieg der Barone gegen den König. Im Mai 1264 konnte Simon de Montfort in der Schlacht von Lewes den König besiegen und die Regierung in England übernehmen. Im Februar 1265 wurde Thomas de Cantilupe vom Staatsrat und vom willfährigen König zum Lordkanzler ernannt. Vom 25. Februar bis zum 7. Mai führte Cantilupe das königliche Siegel, wobei er Anweisungen von Montfort, vom neunköpfigen Staatsrat und des Königs ausführte. In seiner kurzen Amtszeit kümmerte sich Cantilupe auch um Detailfragen mit seinem für ihn typischen Verantwortungsbewusstsein. So erhob er Anfang März Einwände gegen ein Schreiben, das der Staatsrat verfasst hatte, und bezeichnete sich selbst und nicht, wie bislang üblich, den König, als Verfasser von vier der sechs Urkunden, die er erließ. Nach seiner Entlassung kehrte die Kanzleiverwaltung rasch zur vorigen Vorgehensweise zurück. Warum er bereits nach dem 7. Mai sein Amt nicht mehr ausübte, aber dennoch den Titel des Lordkanzlers noch führte, ist ungewiss. Die Flucht des Thronfolgers Lord Eduard aus dem Gewahrsam Montforts, dessen erfolgloser Feldzug nach Westengland und die entscheidende Niederlage bei Evesham am 4. August beendeten Montforts Herrschaft.

## Exil und erneute akademische Betätigung
Nach der Schlacht von Evesham verließ Cantilupe England. Obwohl der König ihn bereits im Februar 1266 begnadigte, blieb er noch mehrere Jahre im Ausland. Er studierte in Paris Theologie, wo um diese Zeit sein späterer Gegner John Pecham ebenfalls studierte und ab 1270 auch lehrte. In Paris beschäftigte sich Cantilupe mit den Apostelbriefen und der Apokalypse. Dabei gibt es keine Informationen, wie er sich zu der Debatte verhielt, die damals zwischen Dominikanern und Franziskanern über die Lehren von Thomas von Aquin geführt wurde, oder welche Ansichten er generell zu den damals aktuellen theologischen Themen hatte. Um 1272 kehrte Cantilupe nach Oxford zurück, wo er im Juni 1273 Doktor der Theologie wurde, was er dem kurz zuvor zum Erzbischof von Canterbury geweihten Dominikaner Robert Kilwardby verdankte. Auch Pecham war um diese Zeit nach Oxford zurückgekehrt und diente zwischen 1271 und 1275 als Lektor der Franziskaner. Cantilupe wurde erneut Kanzler der Universität. Dabei spielte er im Januar 1274 eine wichtige Rolle, um einen gewalttätigen Konflikt zwischen Studenten aus Nordengland, den Northernes, und aus Südengland, den Southerners, beizulegen.

## Geistliche Karriere und Wahl zum Bischof von Hereford
Cantilupe war jedoch nicht weiter an den theoretischen Fragen und Herausforderungen des Kirchenrechts und der Theologie interessiert, sondern suchte eine praktische Aufgabe. Im Mai 1274 nahm er mit seinem Neffen William de Cantilupe am zweiten Konzil von Lyon teil, wo er erneut zum päpstlichen Kaplan ernannt wurde. Um diese Zeit hatte er bereits mehrere Pfründen erhalten, darunter das Amt des Archidiakons von Stafford, Präzentor und Kanoniker in York, Kanoniker in London sowie Inhaber verschiedener Pfarrstellen. Durch diese Ämterhäufung war er zu Wohlstand gekommen. Dabei lebte er, wenn er nicht seine Pfarrstellen besuchte, in London. 1274 erhielt er eine Pfründe in Preston bei Hereford durch Bischof John le Breton. Als dieser im nächsten Jahr starb, wählten die Kanoniker von Hereford gemäß John le Bretons Wunsch am 15. Juni 1275 Cantilupe zum neuen Bischof von Hereford. Am 26. Juni 1275 erhielt er die Temporalien und am 8. September wurde er von Erzbischof Kilwardby zum Bischof geweiht.

## Wirken als Bischof
Auch als Bischof von Hereford schützte Cantilupe seine Rechte und Privilegien. In guter Absicht ließ er ein Verzeichnis seiner Urkunden und Schriftstücke anlegen, das später jedoch wieder vernachlässigt wurde. Dennoch stammen aus seiner Amtszeit die ältesten erhaltenen Schriftstücke und Urkunden der Diözese Hereford. Cantilupe war er ein fleißiger Verwalter, der häufig seine Diözese bereiste und sowohl in Klöstern wie auch in Pfarreien Visitationen durchführte, um die Seelsorge zu verbessern. Da er dabei auf seine Privilegien als Bischof bestand, führte dies mehrfach zu Konflikten mit Geistlichen und Mönchen, zumal zu seiner Zeit die genauen Grenzen der Diözese noch nicht überall festgelegt waren. Sowohl Geistliche wie auch manche weltliche Herren betrachteten ihn deshalb als Eindringling. Unter anderem geriet er mit Bischof Anian II von St Asaph und mit Bischof Richard of Carew von St David’s, aber auch mit dem walisischen Fürsten Llywelyn ap Gruffydd und mit Gilbert de Clare, 3. Earl of Gloucester in Streit. Neben seinen geistlichen Aufgaben blieb Cantilupe auch politisch aktiv und gehörte dem Kronrat von Eduard I. an.

## Konflikt mit John Pecham
Den heftigsten Konflikt in seiner Amtszeit als Bischof führte Cantilupe mit John Pecham, der 1279 Erzbischof von Canterbury geworden war. Pecham beanspruchte für sich die Stellung als päpstlicher Legat und als Metropolit, dabei gelang es ihm, zahlreiche Suffraganbischöfe einzuschüchtern. Als Pecham das Recht beanspruchte, über die Verwendung von Landschenkungen und Stiftungen zu entscheiden, die nicht innerhalb des Gebietes einer Diözese lagen und dazu den Gerichtshof der Diözese Canterbury, den Court of Arches in London, für Klagen aus anderen Diözesen öffnete, hatten viele Bischöfe Unbehagen, da ihre eigene rechtliche Stellung dadurch eingeschränkt wurde. Cantilupe hielt sich von 1280 bis 1281 in der Normandie auf, doch sein Vertreter Master Robert of Gloucester wandte sich in seinen Namen an den Papst und trug die Hauptlast der heftigen Auseinandersetzung mit dem Erzbischof. Als Cantilupe Ende 1281 nach England zurückkehrte, war der Streit bei weitem noch nicht gelöst. Im Februar 1282 verhängte Pecham über Cantilupe Kirchenstrafen, die einer Exkommunikation gleichkamen. Cantilupe missachtete dies und reiste zu Papst Martin IV. nach Italien. Im Juni 1282 traf er den Papst in Orvieto, wo er mit diesem in freundschaftlicher Atmosphäre über den Streit diskutierte. Als der Papst weiter nach Montefiascone zog, folgte ihm Cantilupe. Dort brachte er im Juli seine Beschwerden über Pecham den päpstlichen Kardinälen vor. Danach erkrankte er und starb, versehen mit einer Absolution des Papstes, in seinem Quartier im etwa 10 km von Montefiascone entfernten Ferentium.
Der dem Franziskanerorden angehörende Kardinal Girolamo, der spätere Papst Nikolaus IV., hielt seine Gedenkmesse und Grabrede. Sein Fleisch und seine Eingeweide wurden im Kloster San Severo außerhalb von Orvieto begraben, seine Gebeine wurden von John de Clare, einem Mitglied seines Haushalts, nach England überführt. Als Pecham vom Tod seines Gegenspielers erfuhr, reiste er im Oktober 1282 in die Diözese Hereford, wo er versuchte, offensichtlich aus Rache getrieben, seine Kontrolle über das Bistum zu verstärken. Cantilupes Vertreter Robert of Gloucester verurteilte er zu einer Geldstrafe und zu einer demütigenden Buße. Er betrachtete seinen toten Gegner weiter als exkommuniziert und erlaubte nicht, dass die Gebeine von Cantilupe in der Kathedrale von Hereford beigesetzt wurden. Auch als Pecham am 3. Dezember 1282 eine Urkunde überreicht wurde, die am 5. September in Orvieto ausgestellt worden war und die bezeugte, dass Cantilupe vor seinem Tod noch gebeichtet und die Absolution empfangen hatte und dass er damit nicht als Exkommunizierter gestorben war, ignorierte er dies. Edmund, 2. Earl of Cornwall, verteidigte Cantilupe vor Pecham und ließ dessen Herz in der von ihm gestifteten Ashridge Abbey beisetzen, so dass Pecham im Januar 1283 schließlich doch die Beisetzung von Cantilupes Gebeinen in der Kathedrale erlaubte.

## Heiligsprechung und Verehrung
Anfang 1283 wurde Cantilupe unter einer Platte in der Kathedrale von Hereford beigesetzt. Im April 1287 ließ Cantilupes Nachfolger Richard Swinfield Cantilups Gebeine umbetten und unter einem schreinartigen Überbau im nördlichen Querschiff erneut beisetzen. Swinfield wurde ein eifriger Fürsprecher von Cantilupe und betrieb dessen Heiligsprechung. Ostermontag wurde von einem ersten Wunder am Grab Cantilupes berichtet, bis 1312 wurde von über 400 weiteren Wundern berichtet, die zum Ruf von Cantilupes Heiligkeit beitrugen. Diese Zahl wurde im mittelalterlichen England nur von den 700 Wundern übertroffen, die Thomas Becket zugeschrieben wurden. Dennoch waren Swinfields Bemühungen zunächst ohne Erfolg. Zwar bestätigte eine von Papst Klemens V. autorisierte Kommission 1307, dass die 1282 gegen Cantilupe verhängten Kirchenstrafen keine Exkommunikation waren, da der Erzbischof sie nicht ordnungsgemäß verkündet hatte, und dass Cantilupe als Angehöriger der Kirche gestorben war. Dazu ordnete der Papst eine Untersuchung des Lebens von Cantilupe an, deren Ergebnis ebenfalls 1307 veröffentlicht wurde. Sowohl die Könige Eduard I. wie auch dessen Sohn Eduard II. förderten zusammen mit zahlreichen Prälaten und Magnaten die Heiligsprechung Cantilupes, so dass dieser am 17. April 1320 von Papst Johannes XXII. offiziell heiliggesprochen wurde. Damit war er vor Osmund von Sées der letzte Engländer, der vor der Reformation offiziell heiliggesprochen wurde.

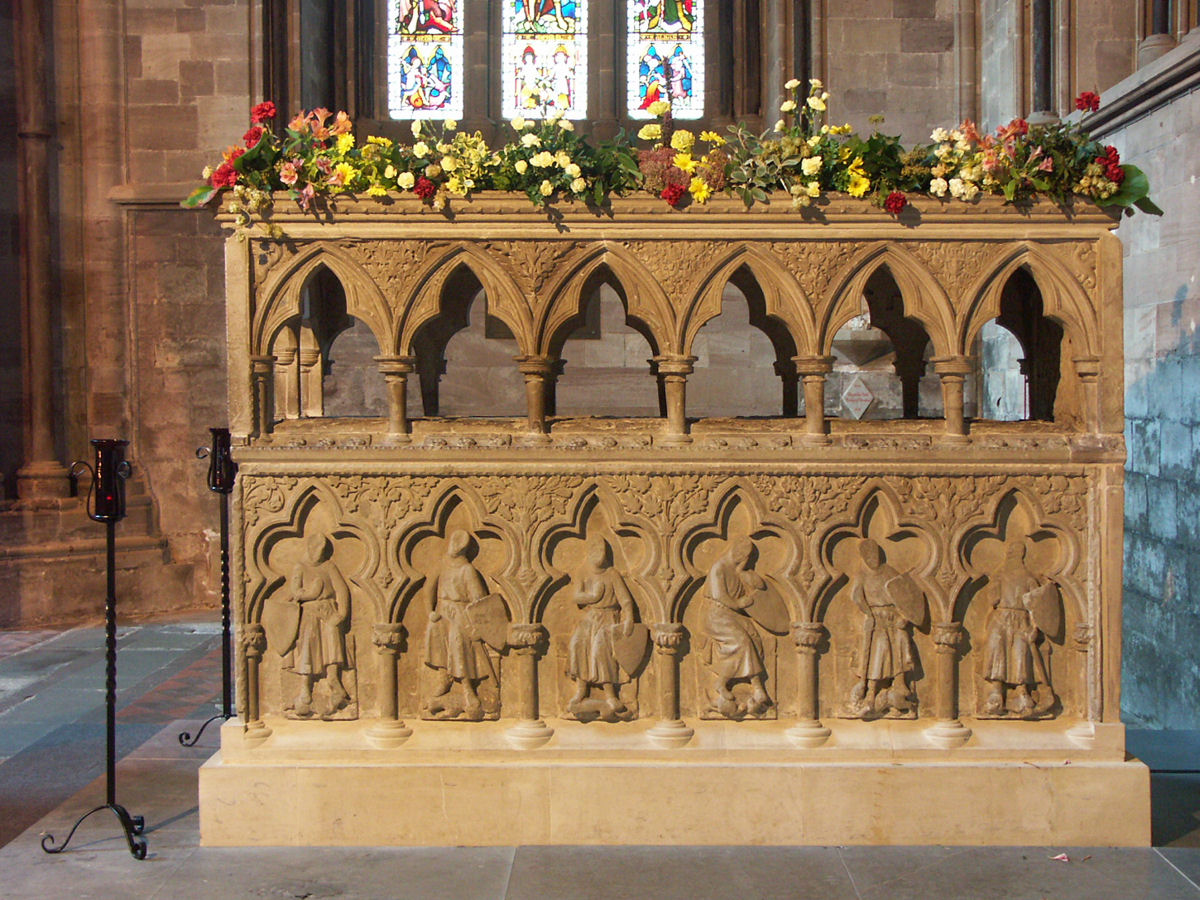
Der Schrein in der Kathedrale von Hereford, in dem von 1287 bis 1349 Cantilupes Gebeine lagen

Sein Festtag wurde aus nicht völlig geklärten Umständen auf den 2. Oktober festgelegt, angeblich war es der Tag der Beisetzung der Gebeine. Für den Heiligen wurde ein neuer Schrein am östlichen Ende der Kathedrale errichtet, in den die Gebeine Cantilupes am 25. Oktober 1349 in Anwesenheit von Eduard III. umgebettet wurden. Ende des 14. Jahrhunderts ließ die Verehrung Cantilupes nach. Während der Reformation wurde der Schrein 1538 als Symbol des Papsttums entfernt. Die Gebeine Cantilupes wurden bis ins 17. Jahrhundert von örtlichen Katholiken verwahrt, doch danach ist ihre Spur nur lückenhaft überliefert. Angeblich sollen Teile seiner Gebeine in Belmont Abbey in Herefordshire, im Stonyhurst College und in Downside Abbey verwahrt werden. In der Kathedrale von Hereford befindet sich sein leerer Grabschrein, in dem die Gebeine zwischen 1287 und 1349 lagen.

## Persönlichkeit
Von Thomas de Cantilupe sind außer offiziellen Schreiben keine Briefe, Predigten oder andere Schriften erhalten. Hätte es nicht seine Kanonisierung von 1307 gegeben, wäre über Cantilupes Persönlichkeit wenig bekannt. Bei seiner Kanonisierung bürgten 43 Zeugen für Cantilupes heiligenmäßigen Lebensstil, wonach er zurückhaltend und extrem reserviert und dabei sehr bescheiden war. Diese Berichte liefern jedoch auch wenig gesicherte Erkenntnisse über ihn. Er soll eine auffällige, lange Nase gehabt sowie einen gesunden Teint und volles Haar sowie einen grauroten Bart gehabt haben. Er war sich seiner adligen Herkunft und seines Ranges als Bischof bewusst und vermied jede Form von Leichtlebigkeit. Als Geistlicher widmete er sich weniger den aktuellen theologischen Themen, sondern Fragen, die er für sich als würdig betrachtete.